# آدم ريتسون
آدم ريتسون (بالإنجليزية: Adam Ritson)‏ هو لاعب دوري الرغبي أسترالي، ولد في 6 أغسطس 1976 في سيدني في أستراليا.